# Paranebris bauchotae
Paranebris bauchotae är en fiskart som beskrevs av Chao, Béarez och Robertson 2001. Paranebris bauchotae ingår i släktet Paranebris och familjen havsgösfiskar. IUCN kategoriserar arten globalt som otillräckligt studerad. Inga underarter finns listade i Catalogue of Life.